# Hôtel de ville de Saint-Denis (Seine-Saint-Denis)
Pour l’article homonyme, voir Hôtel de ville de Saint-Denis (La Réunion).
L'hôtel de ville de Saint-Denis est un bâtiment public assurant la fonction d'hôtel de ville à Saint-Denis (Seine-Saint-Denis).

## Historique
Le premier hôtel de ville remonte officiellement au 9 juin 1720 quand le roi décide que sous la présidence du bailli, trois échevins et un receveur des deniers communaux vont gérer les affaires municipales. L'hôtel de ville est d'abord le domicile du bailli Jean-Baptiste Le Laboureur, mais dès le 30 juillet 1733, une maison place Pannetière (actuelle place Victor-Hugo) proche de l'emplacement actuel. La construction de l'édifice contemporain est décidée le 29 juin 1878. La première pierre est posée le 30 octobre 1881 par le président du conseil municipal de Paris Maurice Engelhard. Conçu sous la direction de l'architecte municipal Paul Laynaud dans un style néo-Renaissance, le bâtiment en pierres de taille et au toit d’ardoises est inauguré le 21 novembre 1883 par le président de la République Jules Grévy. C'est l'architecte Gaston Cailleux qui assure l'aménagement intérieur qui n'est achevé que le sous la mandat du maire Denis Quintainne en 1898.
Le toit est surmonté d'un campanile inspiré des beffrois du nord de la France. Détruit dans un incendie le 7 juin 1988, il est aussitôt reconstruit. Son carillon joue sonne les mélodies du Bon Roi Dagobert et du Temps des cerises.
L'escalier monumental menant à la salle des mariages est décoré de fresques. Celle du plafond a été peinte en 1886 par Monsieur Delahaye, alors que les trois fresques allégoriques des murs datent de 1889 et sont dues au peintre Léon Bonhomme, qui était alors professeur de dessin à l'école de la rue du Corbillon. Elles sont nommées la Pensée émancipatrice de l'homme', la Bienfaisance, le Travail. Les décorations de la salle des mariages ont été exécutées en novembre 1921 par Monsieur Rapin et consiste en une grande frise représentant les mois du calendrier républicain. La salle de la Résistance est décorée de fresques de Jean Amblard est inaugurée le 14 juillet 1949 en présence de nombreuses personnalités dont le poète Paul Éluard.
En avril 1993 est inaugurée une extension de l'hôtel de ville conçue par l'architecte Henri Gaudin qui abrite le centre administratif. Elle reliée à la partie la plus ancienne par une passerelle de verre.

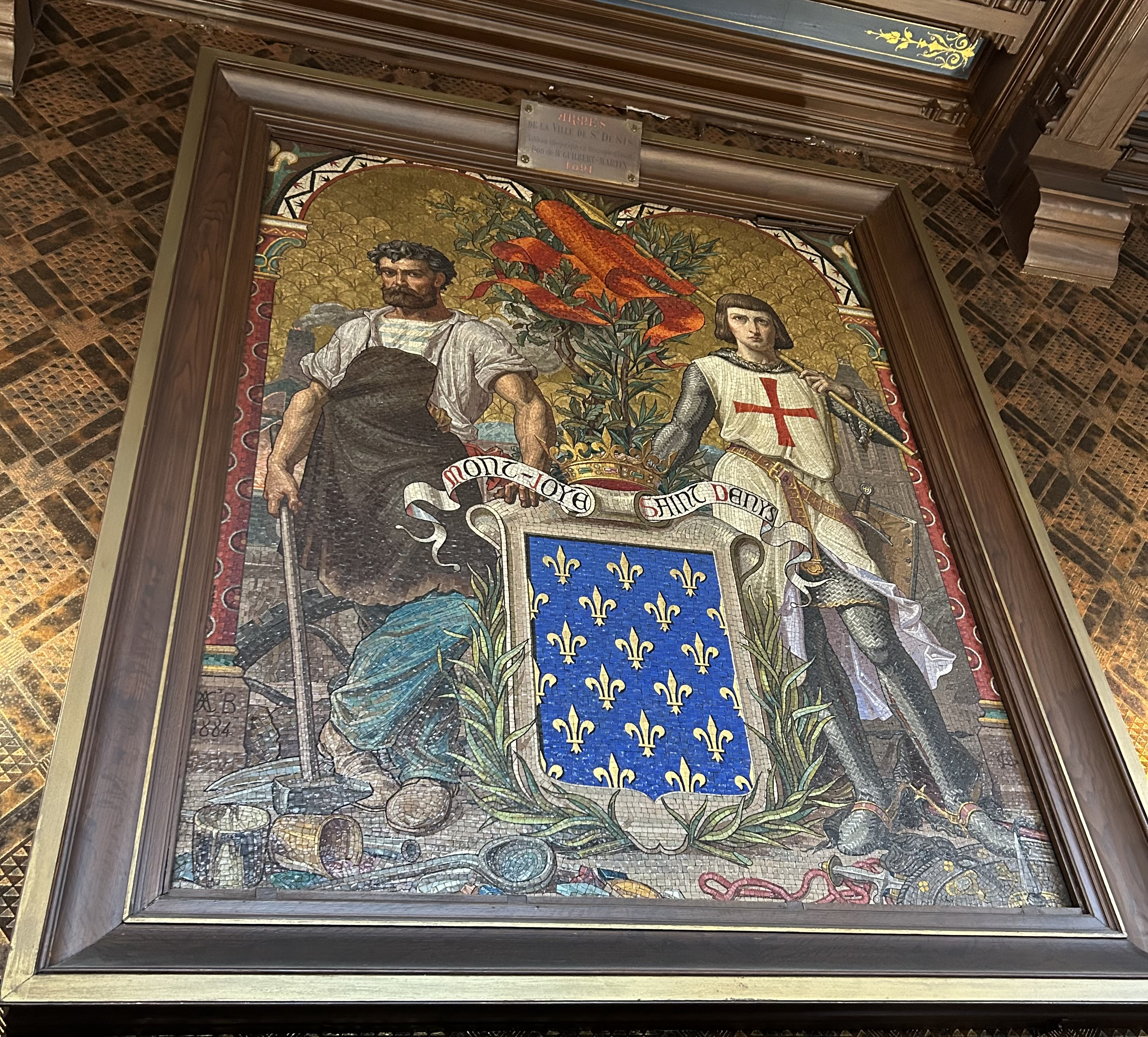
Mosaïque de l'atelier Guilbert-Martin illustrant les armes de la Ville
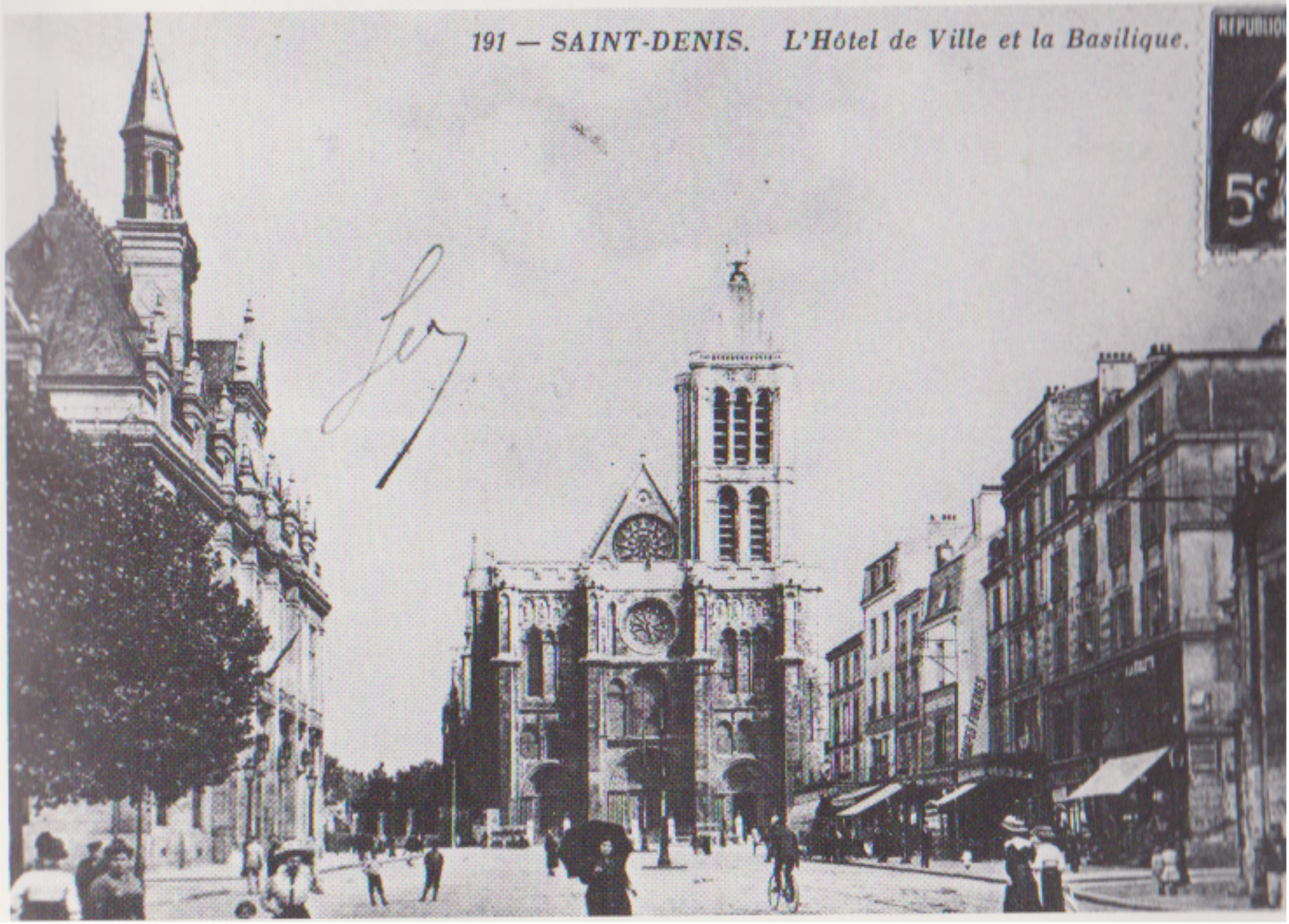
Carte postale du début du XXe siècle associant l'Hôtel de Ville et la Basilique Saint-Denis.
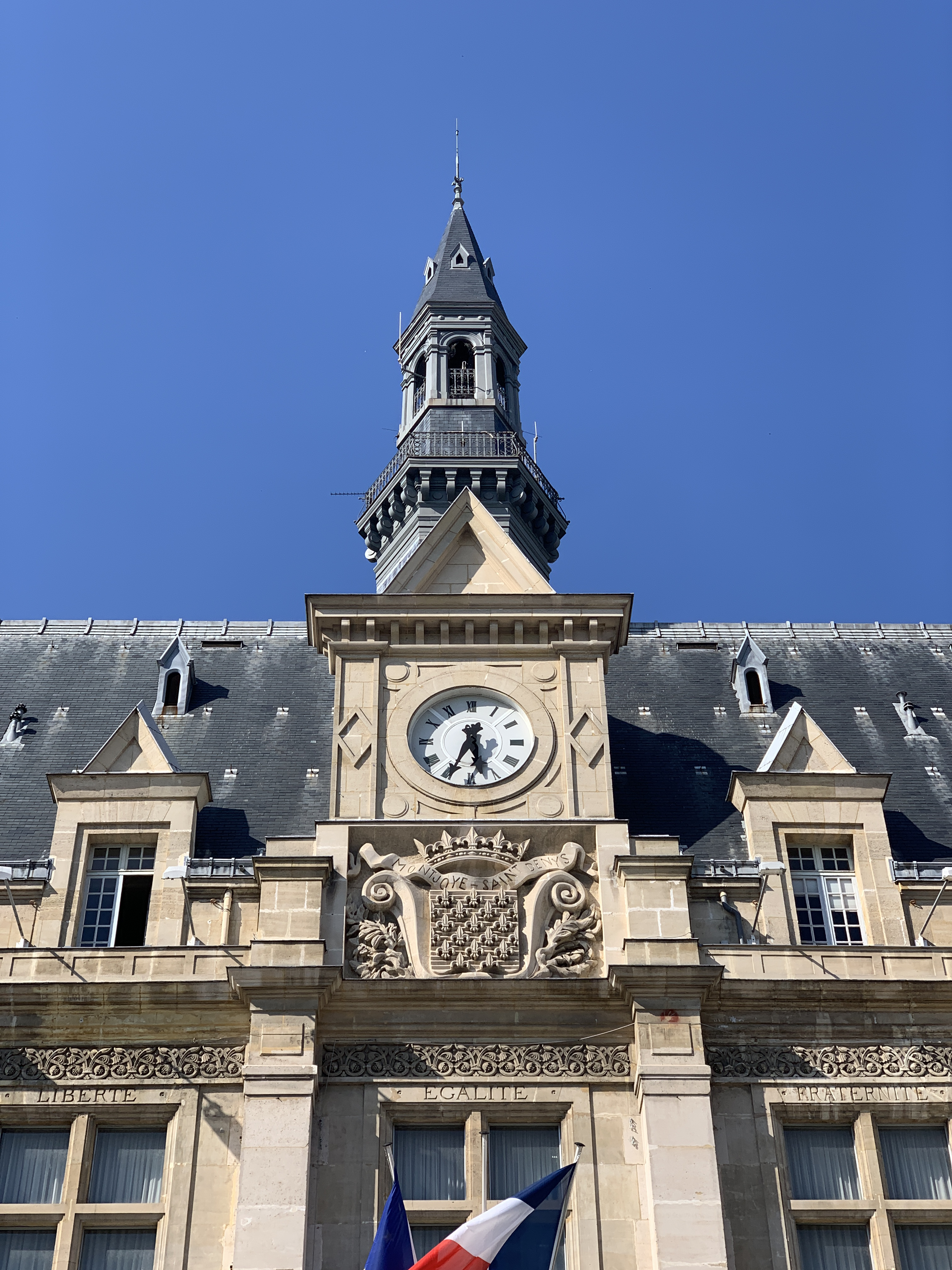
Le campanile de l'Hôtel de ville.
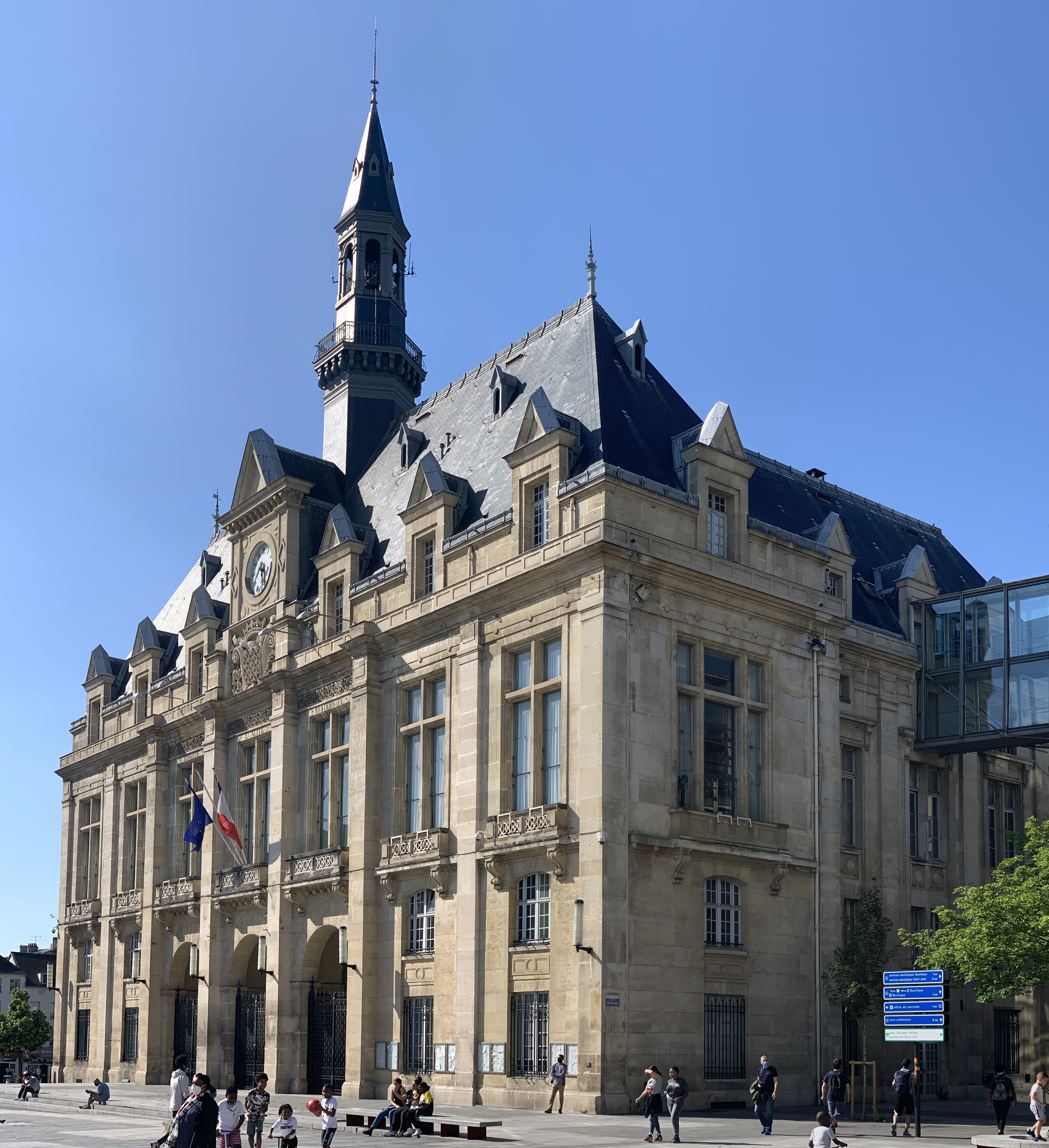
Vue de profil de l'Hôtel de ville.

## Moyens d'accès
L'hôtel de ville est desservi par la ligne de métro 13 et la ligne de tramway T1 à la station Basilique Saint-Denis par la ligne de tramway T5 à la station Marché de Saint-Denis.